# Penzendorf (Schwabach)
Penzendorf este o localitate din Mittelfranken, situată pe cursul mijlociu al lui Rednitz și este amplasat la est de orașul Schwabach, de care aparține din anul 1972.

## Istoric
Localitatea este pentru prima oară amintită în anul 1253 când a fost dăruit unei mănăstiri de un oarecare "Friedrich de Bencendorf". Intre anii 1947 - 1952 a fost un centru cu un lagăr al refugiaților germani după război. Până în anul 1972 este o comună autonomă, după care este integrat la orașul Schwabach.